# Idles
Idles és un grup de rock anglès format a Bristol el 2009. El seu àlbum de debut, Brutalism, va ser publicat el 2017 rebent l'aclamació de la crítica, així com el seu segon àlbum Joy as an Act of Resistance el 2018. El seu tercer àlbum, Ultra Mono, es va publicar el 2020, seguit de Crawler el 2021.
La música d'Idles s'ha associat amb el punk rock i gèneres relacionats com el post-punk, el hardcore punk i el post-hardcore. El cantant Joe Talbot va rebutjar l'etiqueta punk quan el 2017, va afirmar: «No som una banda de post-punk. Suposo que tenim aquesta empenta motorik, semblant a un motor a la secció rítmica que tenen algunes bandes de post-punk, però tenim moltes cançons que no són en absolut així». En un concert del 2018 a Manchester, va declarar: «Per última vegada, no som una puta banda de punk».

## Discografia
Àlbums d'estudi
- Brutalism (2017)
- Joy as an Act of Resistance (2018)
- Meat / Meta (2019, recopilatori)
- Ultra Mono (2020)
- Crawler (2021)[12]
- Tangk (2024)